# ES큐브
ES큐브(ES Cube Co. Ltd.)는 대한민국의 텐트 기업이다. 본사는 서울특별시 강남구 강남대로 556 12층(논현동, 논현빌딩)에 위치해 있다. 대표이사는 안경환이다. 레저 및 기능성 텐트를 제조 및 생산하는 텐트, 금융, 임대사업 등을 영위하며 스노우피크, 콜맨(COLEMAN), 오가와(Ogawa), 국내 코오롱(KOLON), 코베아(KOVEA) 등에 완성품 텐트 공급하고 있다.
한빛자산관리대부가 2020년에 인수하였다.

## 논란
전 대표가 업무상횡령·업무상배임 혐의로 기소당한 적이 있다

## 상장
2002년 4월 25일 코스닥 시장에 상장되었다.

## 같이 보기
- 텐트
- HB저축은행

## 참고 문헌
1. ↑  최양해, 문지민, '알맹이만 쏙' 먹튀 논란 불붙인 두 번의 유상증자, 딜사이트, 2022.08.08
2. ↑  ES큐브, '엔데믹 리스크' 딛고 명품화 전략 다진다, 더벨, 2024년 1월 24일
3. ↑  최양해, 문지민, 우회인수 마지막 퍼즐 'ES큐브 매각', 딜사이트, 2022년 월 9일
4. ↑  이용성, ES큐브 "前 대표, 횡령·배임 혐의에 이의신청서 제출", 이데일리, 2023년 8월 21일